# Mükiak
A mükiak ókori ázsiai nép. Hérodotosz szerint a 14. szatrapához tartoztak, tehát minden bizonnyal a Perzsa Birodalom keleti részén éltek.